# Winfried Schäfer
Winfried Schäfer (ur. 10 stycznia 1950 w Mayen) – niemiecki piłkarz grający na pozycji prawego pomocnika lub obrońcy, oraz trener piłkarski.

## Biografia
Jako zawodnik najdłużej – łącznie przez dziesięć lat – związany był z Borussią Mönchengladbach, z którą zdobył m.in. mistrzostwo Niemiec oraz dwukrotnie grał w finale Pucharu UEFA. Z reprezentacją Niemiec wystąpił w Mundialu 1970. W drugiej połowie lat 80. rozpoczął pracę szkoleniową. Przez dwanaście lat był trenerem Karlsruher SC; w tym czasie ani razu nie spadł z tym klubem z Bundesligi, najlepsze miejsce – szóste – zajął w sezonach 1992–1993, 1993–1994 i 1996–1997. Ponadto dotarł do finału Pucharu Niemiec i półfinału Pucharu UEFA. Wśród jego wychowanków są m.in. Oliver Kahn, Jens Nowotny i Oliver Kreuzer. Później krótko, przez czternaście meczów ligowych, prowadził VfB Stuttgart oraz drugoligowy zespół Tennis Borussia Berlin, a do wysokiej formy szkoleniowej powrócił pracując przez trzy lata z reprezentacją Kamerunu. Z drużyną, w której grali wówczas m.in. Patrick Mboma, Geremi, Lauren, Marc-Vivien Foe i młody Samuel Eto’o zdobył tytuł mistrza Afryki oraz wywalczył awans do Mundialu 2002. Z czasów pracy w Kamerunie zachował się jego pseudonim „Biały Lew”, nadany ze względu na charakterystyczną blond fryzurę. Po rozstaniu z kadrą długo pozostawał bez pracy. Później na dłużej związał się ze Zjednoczonymi Emiratami Arabskimi: przez półtora roku był trenerem Al-Ahli Dubaj, z którego został zwolniony po pięciu porażkach z rzędu, a od grudnia 2007 do 2009 pracował w Al-Ain FC. Potem przeniósł się do Bakı FK, które trenował do 2011. Po zakończeniu pracy z azerskim klubem objął Reprezentację Tajlandii i pracował z nią do 2013. W Tajlandii zdobył jeszcze wicemistrzostwo kraju z Muangthong United. W tym samym roku wyjechał do Jamajki i objął tamtejszą kadrę.

## Sukcesy piłkarskie
- mistrzostwo Niemiec 1970, wicemistrzostwo Niemiec 1978, finał Pucharu Niemiec 1984, Puchar UEFA 1979 oraz finał Pucharu UEFA 1980 z Borussią Mönchengladbach
- awans do Bundesligi w sezonie 1971–1972 z Kickers Offenbach

W Bundeslidze rozegrał 403 mecze i strzelił 46 goli.

## Sukcesy i nagrody
- awans do Bundesligi w sezonie 1986–1987, finał Pucharu Niemiec 1996 oraz półfinał Pucharu UEFA 1996 z Karlsruher SC
- mistrzostwo Afryki 2002 i start w Mundialu 2002 (runda grupowa) z reprezentacją Kamerunu
- mistrzostwo ZEA 2006 z Al-Ahli Dubaj
- Trener roku 1992 w Niemczech.
- Człowiek roku w niemieckiej piłce nożnej: 1993